# The Interrupters
The Interrupters es una banda estadounidense de ska punk formada en Los Ángeles, California, en 2011. Integrada por Aimee Allen como la voz principal, Jesse Bivona en la batería, Justin Bivona en el bajo y Kevin Bivona en la guitarra. Han producido cuatro álbumes. El último llamado In the Wild, fue lanzado en el 2022.

## Historia

### Formación y primeros años
Los tres hermanos Bivona conocieron a Aimee Allen, una artista solista en ese momento, en 2009 mientras viajaban con su banda Telacasters apoyando a The Dirty Heads y Sugar Ray. En 2011, Aimee y Kevin empezaron a escribir canciones juntos y trajeron a los hermanos de Kevin, gemelos Jesse y Justin, para tocar la batería y el bajo. Aquello fue la formación de The Interrupters.
La banda tuvo un comienzo temprano, haciendo giras con bandas como Rancid, The Transplants, Devil's Brigade y Left Alone; así como tocando en el festival estadounidense de música Riot Fest en Chicago y Denver, y en el festival musical canadiense Amnesia Rockfest. Todo esto antes de lanzar su primer disco.
Estaban frecuentemente involucrados en el proyecto de Tim Armstrong llamado Tim Timebomb and Friends, el cual vio el lanzamiento en línea de una canción al día durante todo un año. También fueron miembros del grupo de gira. El primer sencillo lanzado fue la canción "Liberty", seguido poco después por la canción "Family", el cual presentó a una voz invitada por Tim Armstrong y fue anteriormente lanzado en el proyecto Tim Timebomb and Friends. Ambos sencillos fueron lanzados como edición limitada de 7" a través de Pirates Press Records.

### The Interrupters,Say It Out Loud
El álbum homónimo de The Interrupters se lanzó el 5 de agosto de 2014 por Hellcat/Epitaph Records. El álbum debutó como número 95 en iTunes en USA El primer sencillo "Take Back The Power" fue usado en comerciales por T-Mobile, Shameless, en el Home Run Derby 2016 de la MLB y en la película de Michael Moore ¿Qué invadimos ahora?, además de aparecer en los últimos créditos de la película.
Siguiendo el lanzamiento, la banda realizó una gira por los EE. UU. y Canadá en apoyo del álbum con bandas como The Mighty Mighty Bosstones, Street Dogs, Less Than Jake, Big D and The Kids Table, Reel Big Fish, Rancid, y The English Beat; y visitó Europa con Bad Religion; y también tocaron en el Soundwave Festival en Australia, y en el Groezrock Festival en Bélgica.
El segundo disco de The Interrupters, Say It Out Loud, fue lanzado el 24 de junio de 2016 por Hellcat/Epitaph Records. Producido de nuevo por Tim Armstrong, el álbum alcanzó la posición número siete en Billboard, número 25 en la categoría de álbumes independientes en Billboard, número 38 en la categoría top de álbumes rock, número 22 en la categoría de discos de vinilo, y debutó en el puesto número 56 en iTunes en Estados Unidos.
En apoyo a Say It Out Loud, la banda tocó en todo el Vans Warped Tour durante el verano de 2016, y luego se embarcaron en su primera gira por Estados Unidos, llevando a la banda de Fat Wreck Chords Bad Cop Bad Cop como apoyo.
En el 2017 The interrupters participó como invitado especial de Green Day en el Revolution Radio Tour donde se presentaron junto a la emblemática banda de Pop punk en varios países de Europa y Latinoamérica.

### Fight the Good Fight
El 2 de mayo de 2018, The Interrupters anunciaron el álbum Fight the Good Fight, producido por Tim Armstrong, fue lanzado el 29 de junio por Hellcat/Epitaph. El primer sencillo "She's Kerosene", alcanzó el puesto número cuatro en la categoría de canciones alternativas de Billboard. El álbum ha logrado el número 2 en la categoría de álbumes independientes, y número 141 en los Billboard 200.

### In the Wild
En abril de 2022 anunciaron el lanzamiento de su cuarto disco, "In the Wild", con la presentación del primer single "In the Mirror". Producido por el guitarrista Kevin Bivona, el álbum fue grabado durante la pandemia en el estudio de grabación de la banda e incluye colaboraciones con Tim Armstrong de Rancid, Rhoda Dakar de The Bodysnatchers, Alex Désert y Greg Lee de Hepcat, y The Skints.

## Miembros de la banda
- Aimee Allen – voz principal (2011–presente)
- Kevin Bivona – guitarra, voz principal y voz de respaldo (2011–presente)
- Justin Bivona – bajo, voz de respaldo (2011–presente)
- Jesse Bivona – batería, voz de respaldo (2011–presente)

## Discografía

### Álbumes de estudio
- The Interrupters, (Hellcat/Epitaph, 2014)

- Say It Out Loud, (Hellcat/Epitaph, 2016)

- Fight the Good Fight, (Hellcat/Epitaph, 2018)

- Live In Tokio!, (under exclusive license to Hellcat, 2021)

- In The Wild, (Hellcat, 2022)

### Sencillos
- "Liberty" (2013)
- "Family" (2013)
- "Babylon" (2015)
- "She's Kerosene" (2018)
- "Gave You Everything" (2019)
- "Bad Guy" (2019)
- "In The Mirror" (2022)
- "Raised By Wolves (Acoustic)" (2022)

### Recopilaciones y splits
- 2016 Warped Tour Compilation – varios artistas, Side One Dummy Records (2016)
- Hooligans United: A Tribute to Rancid – Varios artistas, Hellcat/Smelvis Records (2015)
- Dale la Bota – varios artistas, Smelvis Records (2013)
- 2018 Warped Tour Compilation – varios artistas, Side One Dummy Records (2018)